# Wallfahrtskirche St. Leonhard (Grödig)

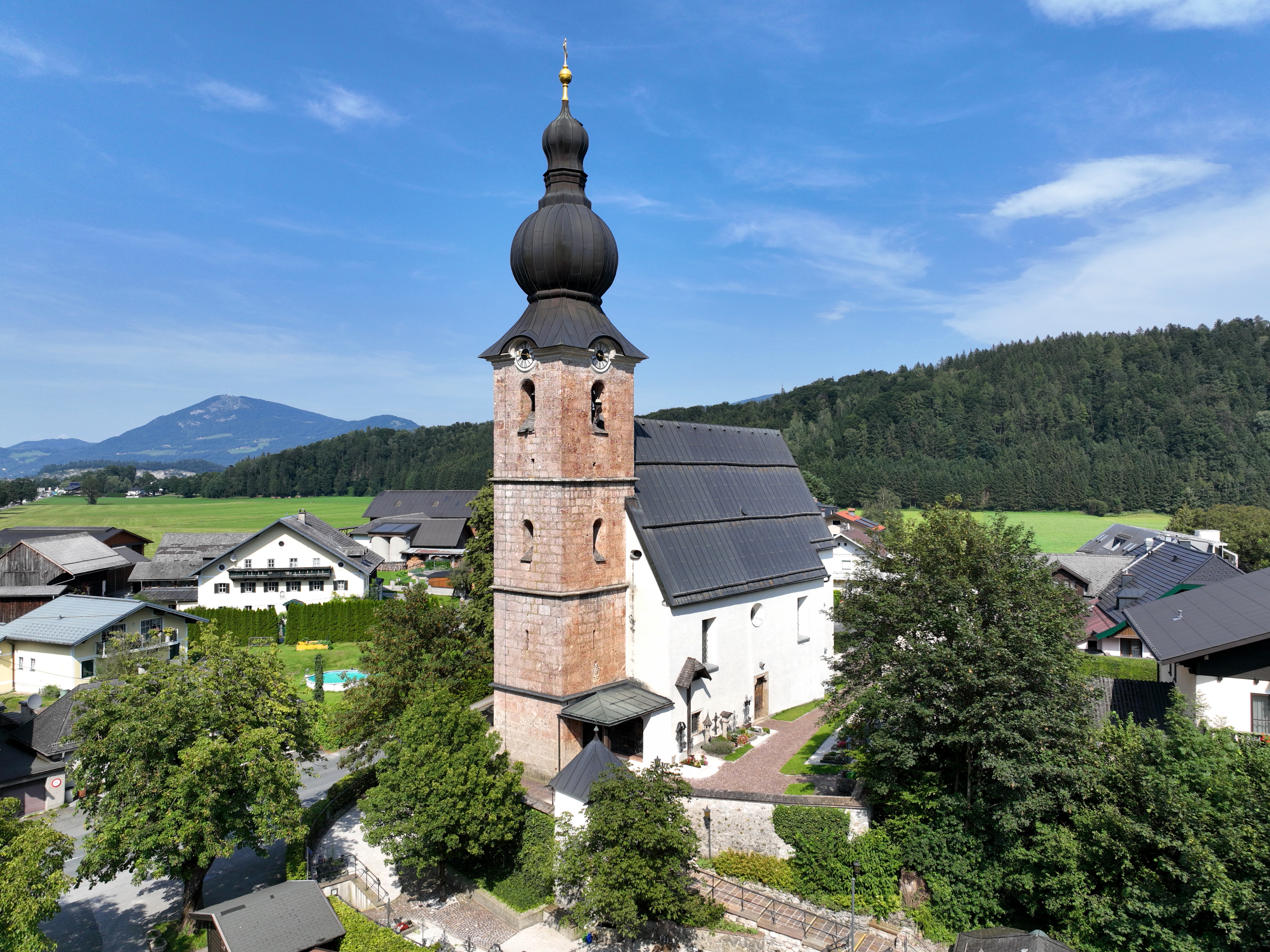
Katholische Wallfahrtskirche St. Leonhard in Grödig

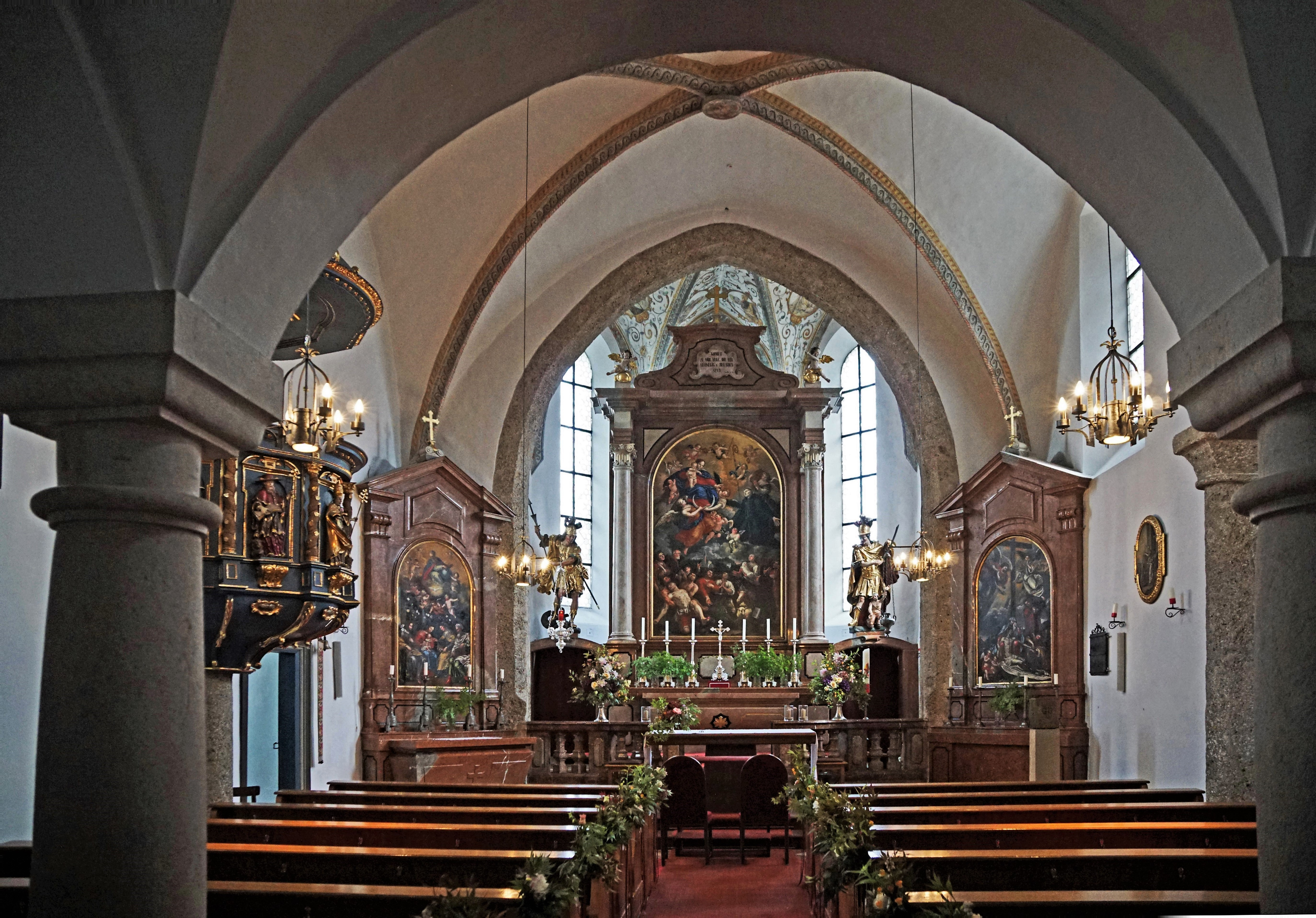
Innenansicht

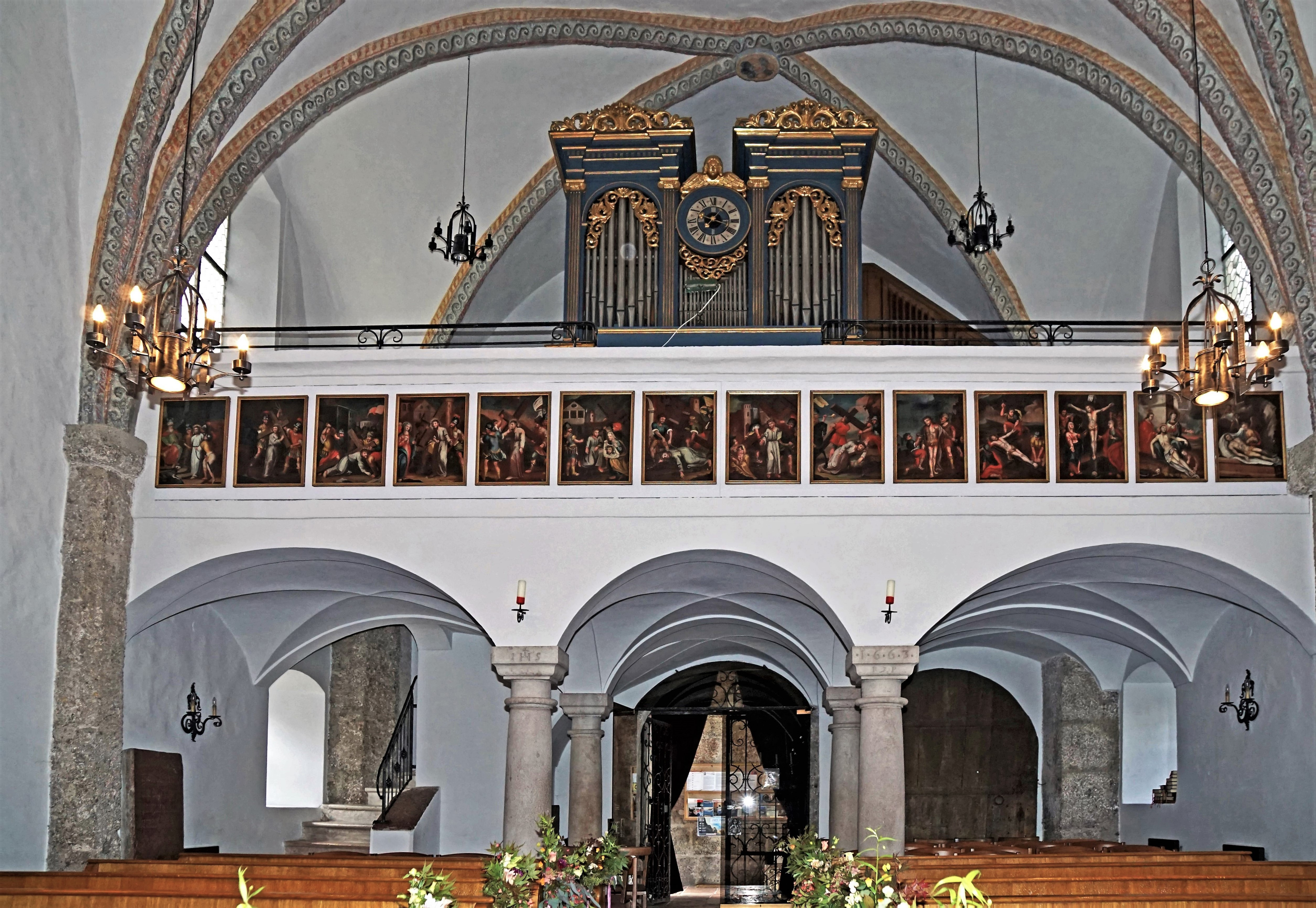
Die Orgelempore

Die Wallfahrtskirche St. Leonhard steht auf einem Hügel in der Ortsmitte von St. Leonhard in der Gemeinde Grödig im Bezirk Salzburg-Umgebung im Land Salzburg. Die auf das Patrozinium Leonhard von Limoges geweihte römisch-katholische Filialkirche und Wallfahrtskirche – dem Stift Sankt Peter inkorporiert – gehört zum Dekanat Bergheim in der Erzdiözese Salzburg. Die Kirche steht unter Denkmalschutz (Listeneintrag).

## Geschichte
Urkundlich wurde die Kirche 1407 genannt und gehörte bis 1803 zur Fürstpropstei Berchtesgaden, seit 1816 zu Grödig. Seit 1915 ist sie dem Stift Sankt Peter inkorporiert. Der Turm wurde 1643/1644, die Sakristei 1678 angebaut. Die Kirche wurde 1948 restauriert.

## Bauwerk
Der einschiffige spätgotische Kirchenbau mit einem Westturm ist von einem Friedhof umgeben.
Das schlichte Langhaus unter einem Satteldach hat im Süden ein einfaches spätgotisches Portal mit Schultern und geradem Sturz. Rechts neben dem westlichen Hauptportal steht in einer vergitterten Nische die Schnitzfigur des hl. Leonhard. Der eingezogene Chor ohne Joch hat eine 5/8-Apsis. Der viergeschoßige Westturm mit rundbogigen Schallfenstern ist im Erdgeschoß kreuzgratgewölbt und zeigt im zweiten Geschoß das 1644 datierte Wappen des Wittelsbachers Ferdinand, Erzbischof und Kurfürst von Köln, Probst von Berchtesgaden. Der Doppelzwiebelhelm wurde 1738 aufgesetzt. Die dreigeschoßige Sakristei ist nördlich am Langhaus angebaut. An der Westfront südlich des Turmes besteht eine segmentbogenförmige Nische mit einem Pultdach mit einer barocken Ölberggruppe und einem schmiedeeisernen Gitter aus der ersten Hälfte des 17. Jahrhunderts.

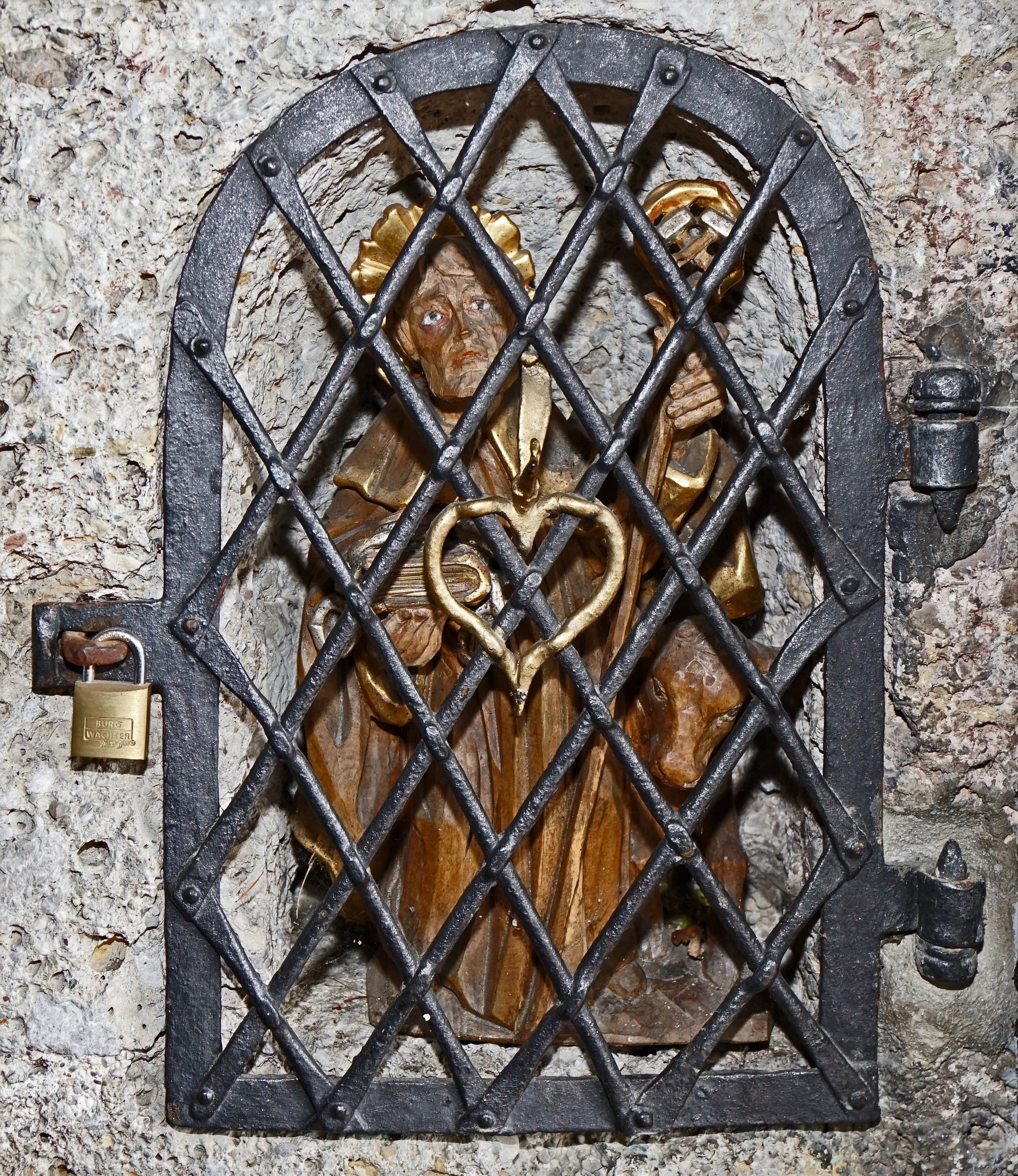
Nischenfigur des hl. Leonhard neben dem Westportal
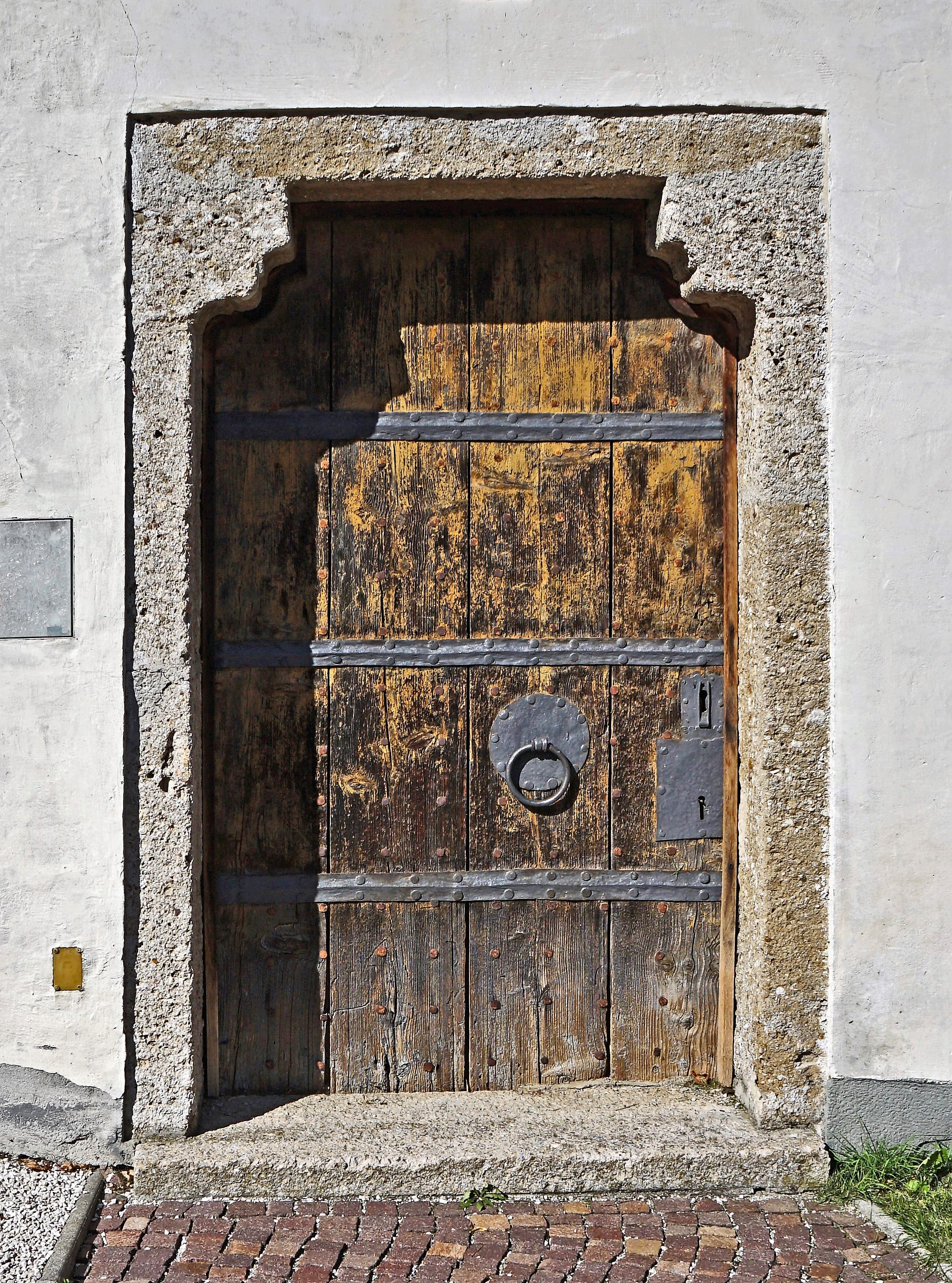
Das Südportal
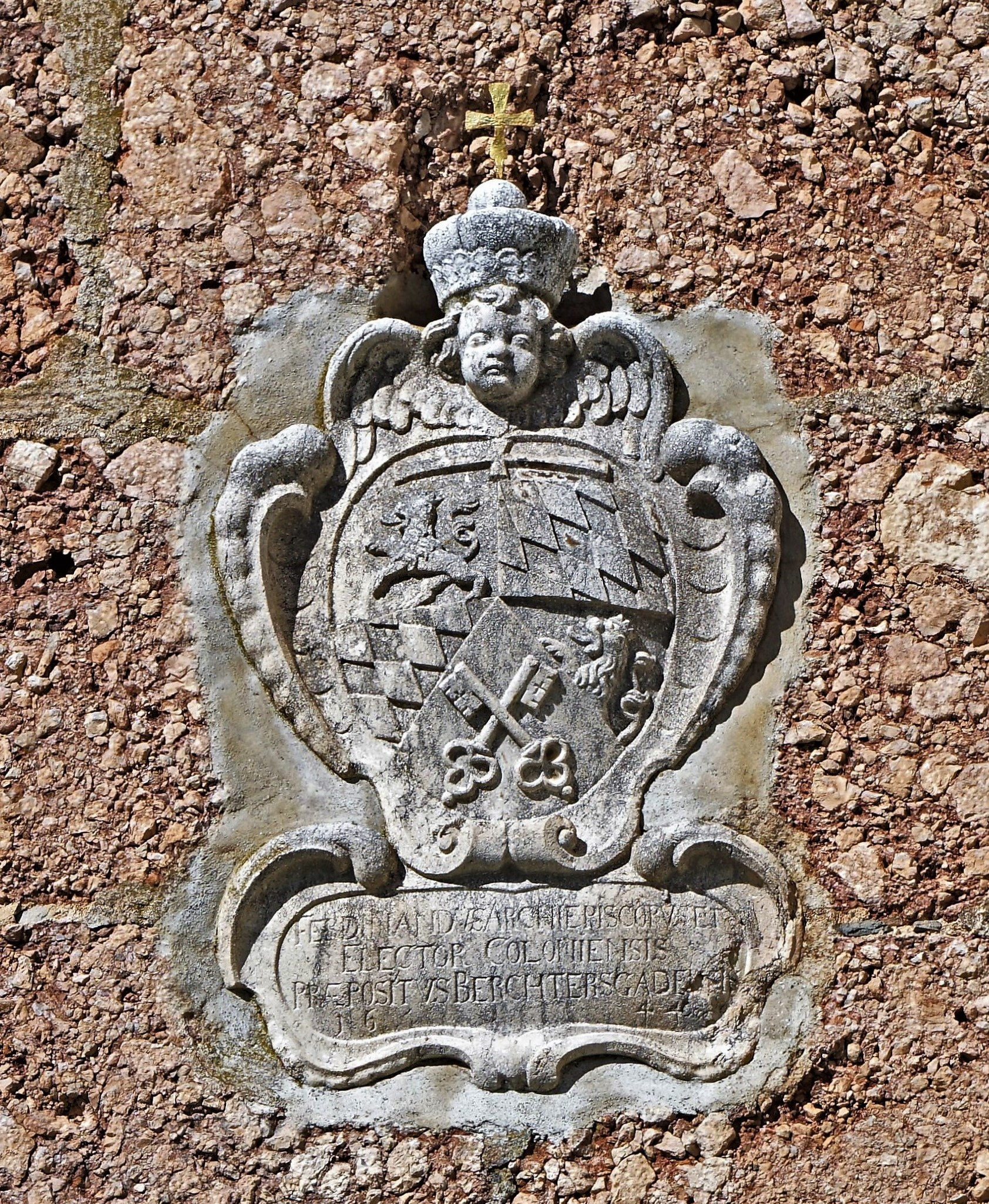
Wappen von Probst Ferdinand

## Einrichtung

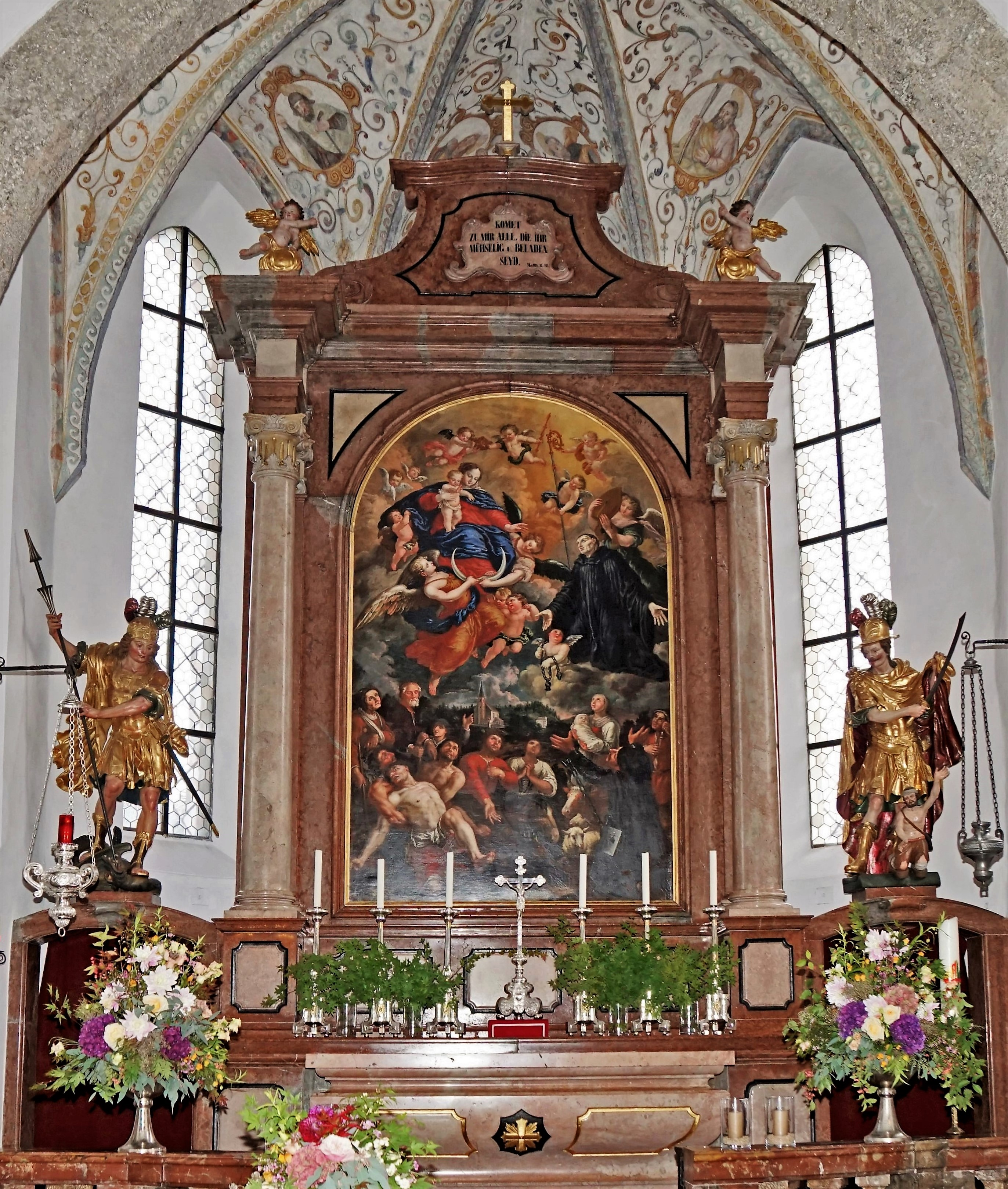
Der Hochaltar

Den neoklassizistischen Hochaltar aus Marmor und die Seitenaltäre schuf Josef Haslauer (1846–1850) unter Verwendung der alten Gemälde und Skulpturen. Das Blatt des Hochaltars zeigt den hl. Leonhard als Fürbitter vor Maria mit dem Jesuskind. Assistenzfiguren sind links der hl. Georg, rechts der hl. Martin. Das Bild des linken Seitenaltars zeigt die Heilige Familie, das des rechten die Beweinung Jesu.
Die Kanzel schuf 1692 Tratz; die Schnitzfiguren am Korb stellen Kirchenlehrer dar und wurden von Stangassinger und Pertiller gefertigt.
Die Orgel entstand 1850.

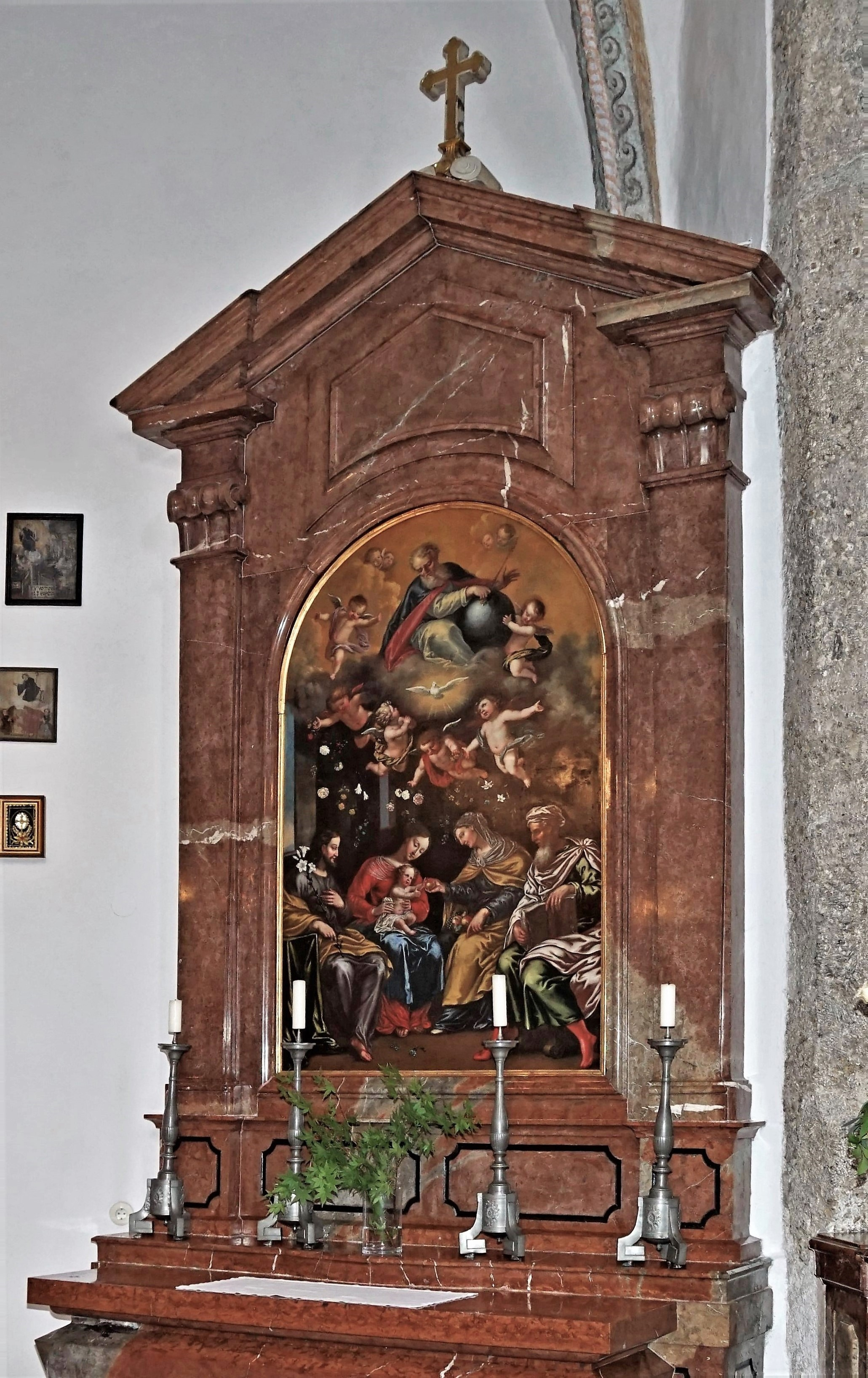
Linker Seitenaltar
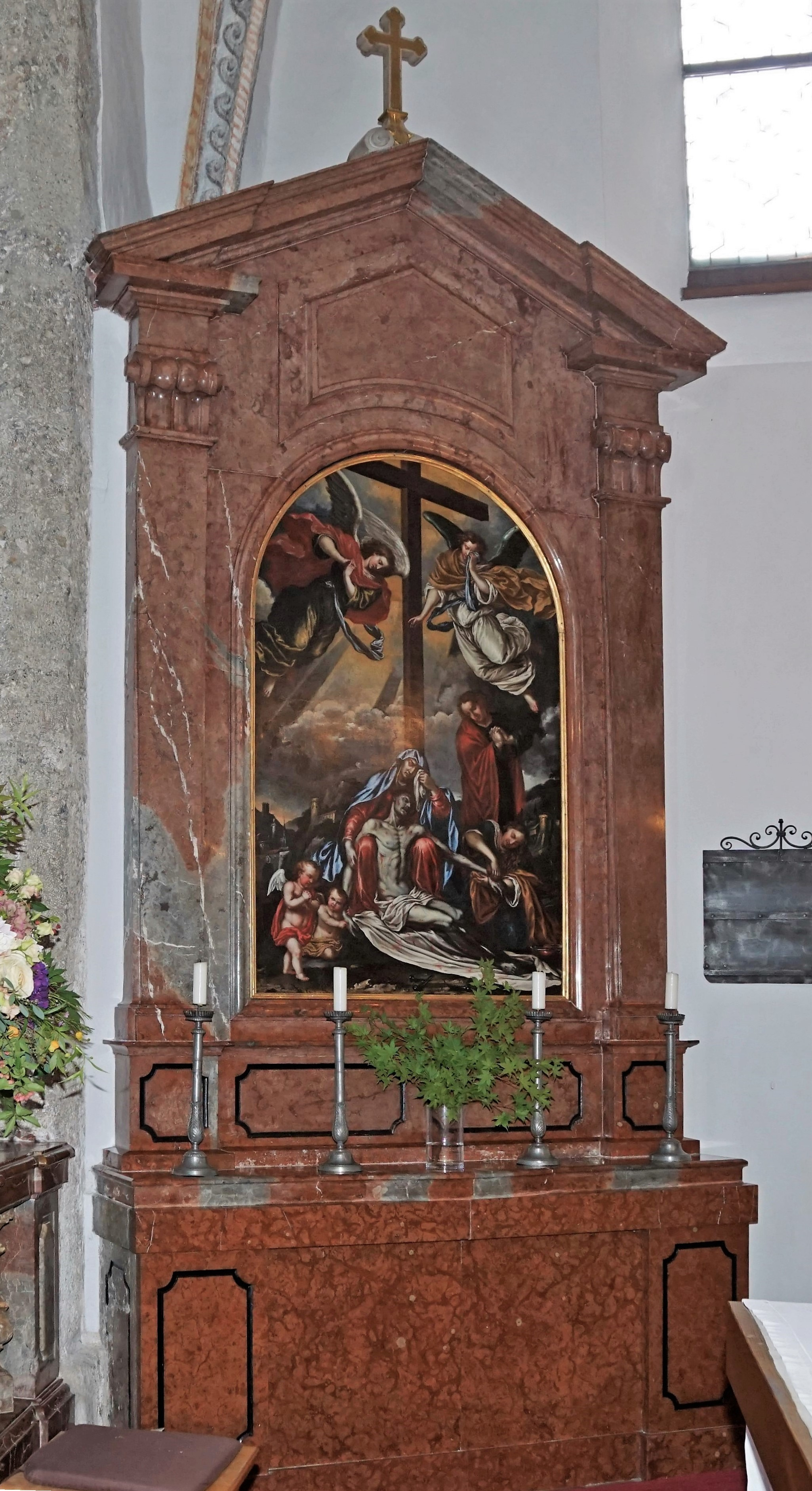
Rechter Seitenaltar
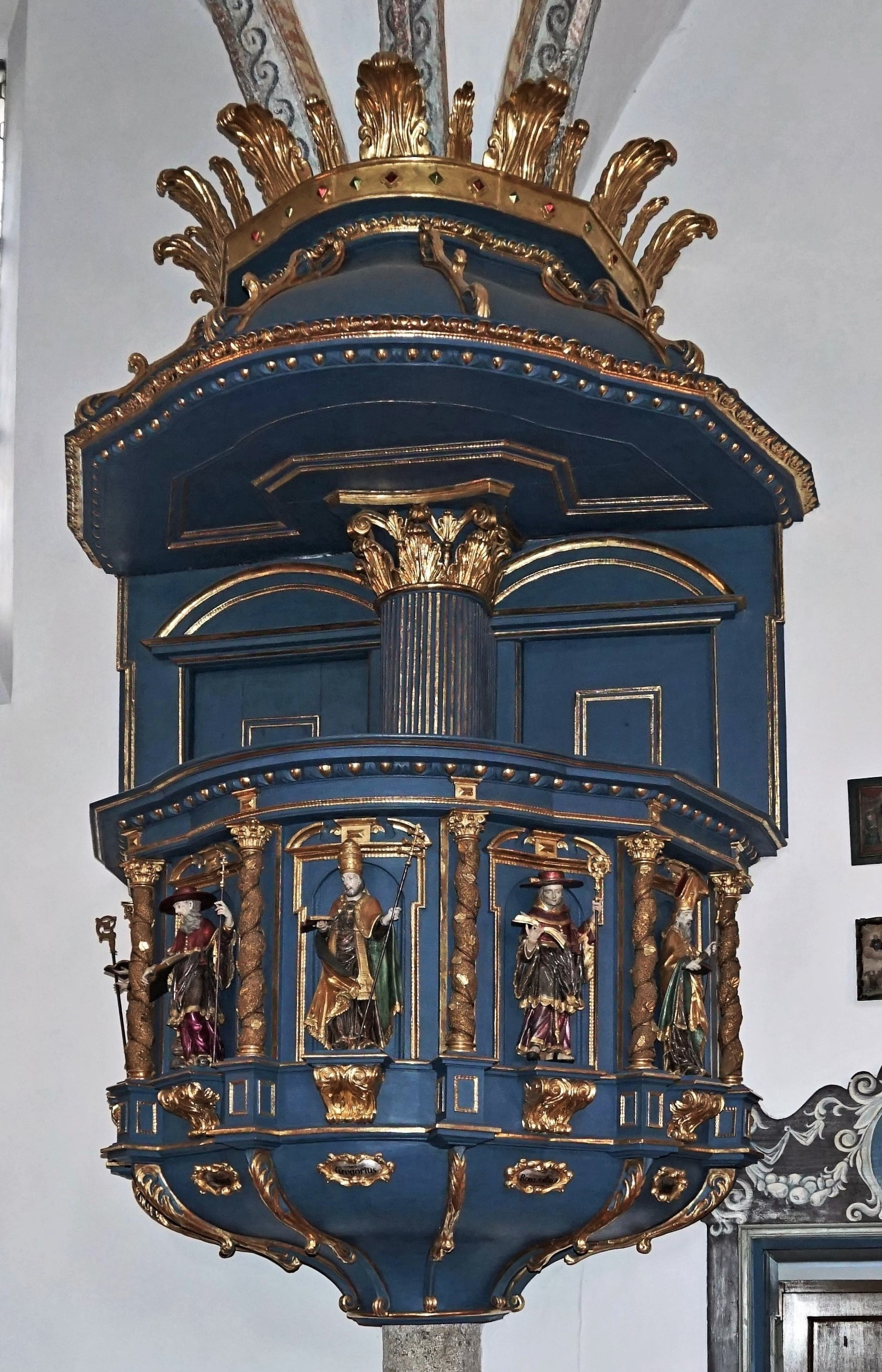
Die Kanzel von 1692